# 琴台站
琴台站位于中华人民共和国湖北省武汉市汉阳区，是武汉地铁6号线的地铁车站。

## 车站结构
车站位于月湖公园东侧，沿鹦鹉大道布置，最大埋深32米。车站主题为“流水知音”，以“高山流水觅知音”的传统典故为灵感，是地铁钟家村站“高山”主题的姊妹篇。
琴台站原计划建在月湖的湖心岛上，但由于环保问题，最终该方案遭到否决。根据后来的设计，车站向东移动了近百米，车站主体结构位于鹦鹉大道的西侧地下，未对月湖产生影响。

### 楼层分布
| 地面     | 地面               | 出入口                         |  |  |
| 地下一层 | 站厅               | 售票机、客服中心、武漢通充值   |  |  |
| 地下二层 | 设备层             |                                |  |  |
| 地下三层 | 设备层             |                                |  |  |
| 地下四层 |                    | █ 6号线 往新城十一路（武胜路） |  |  |
|          | 岛式站台，左侧开门 |                                |  |  |
|          |                    | █ 6号线 往东风公司（钟家村）   |  |  |

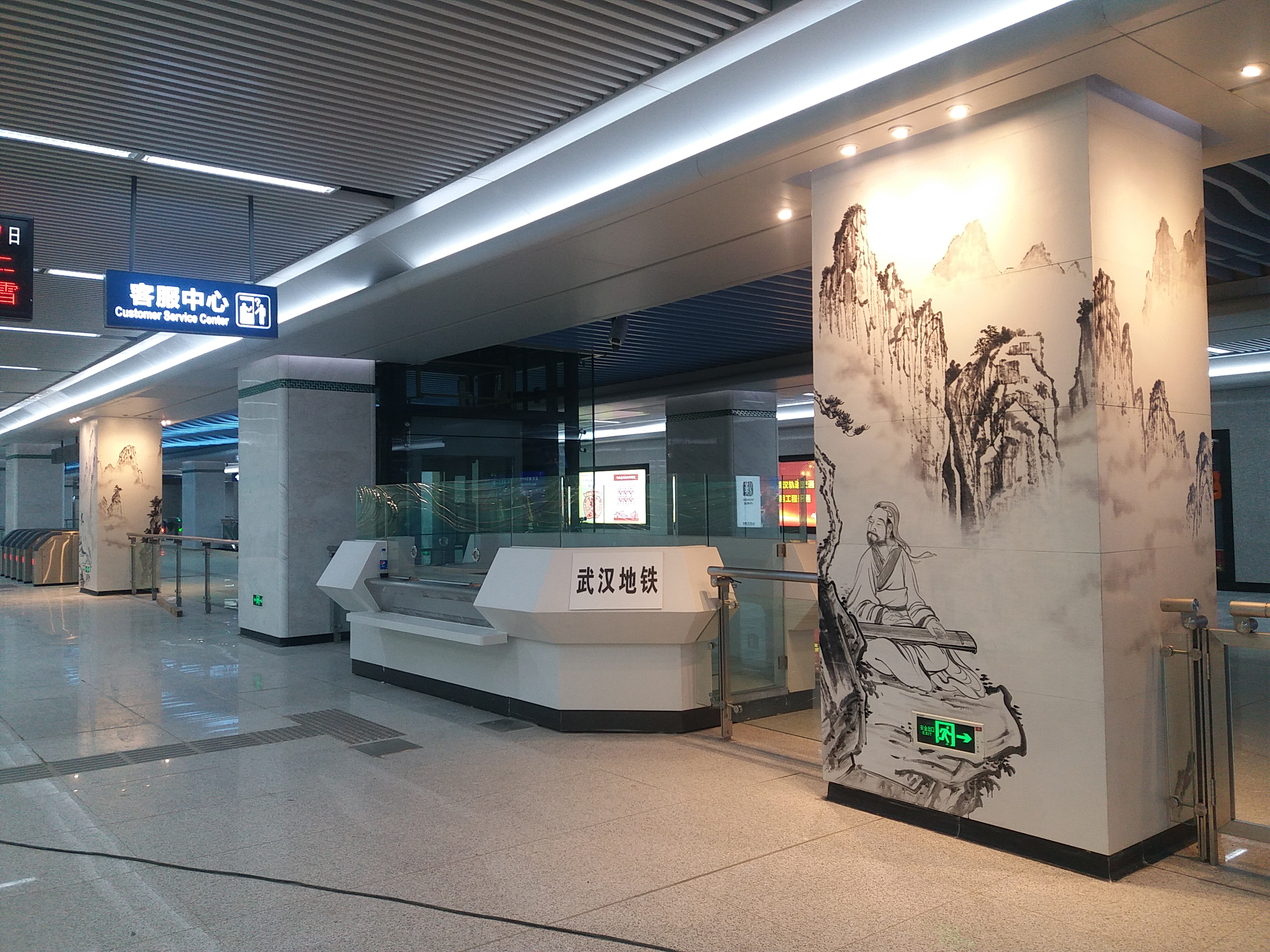
站廳層
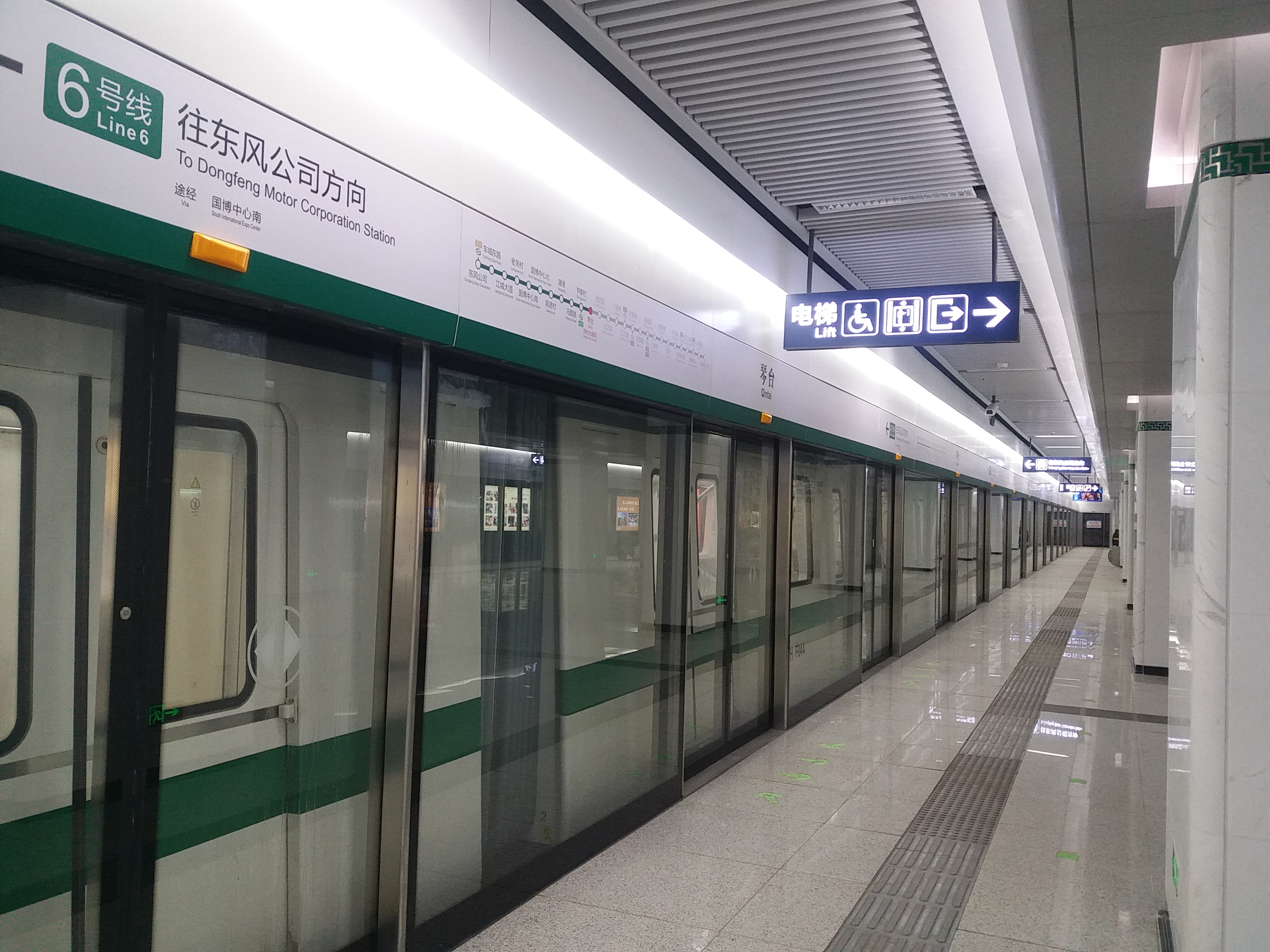
站台層
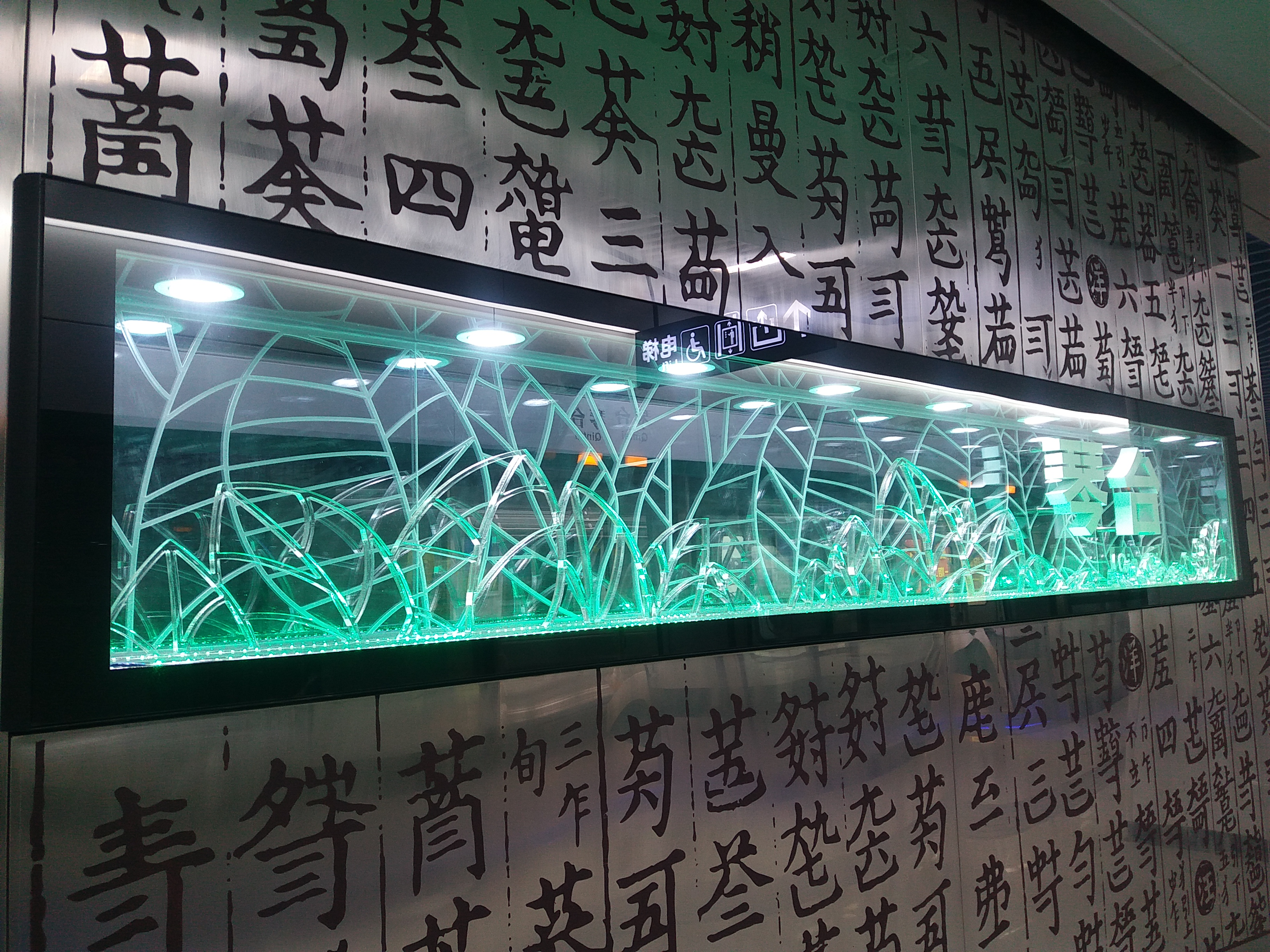
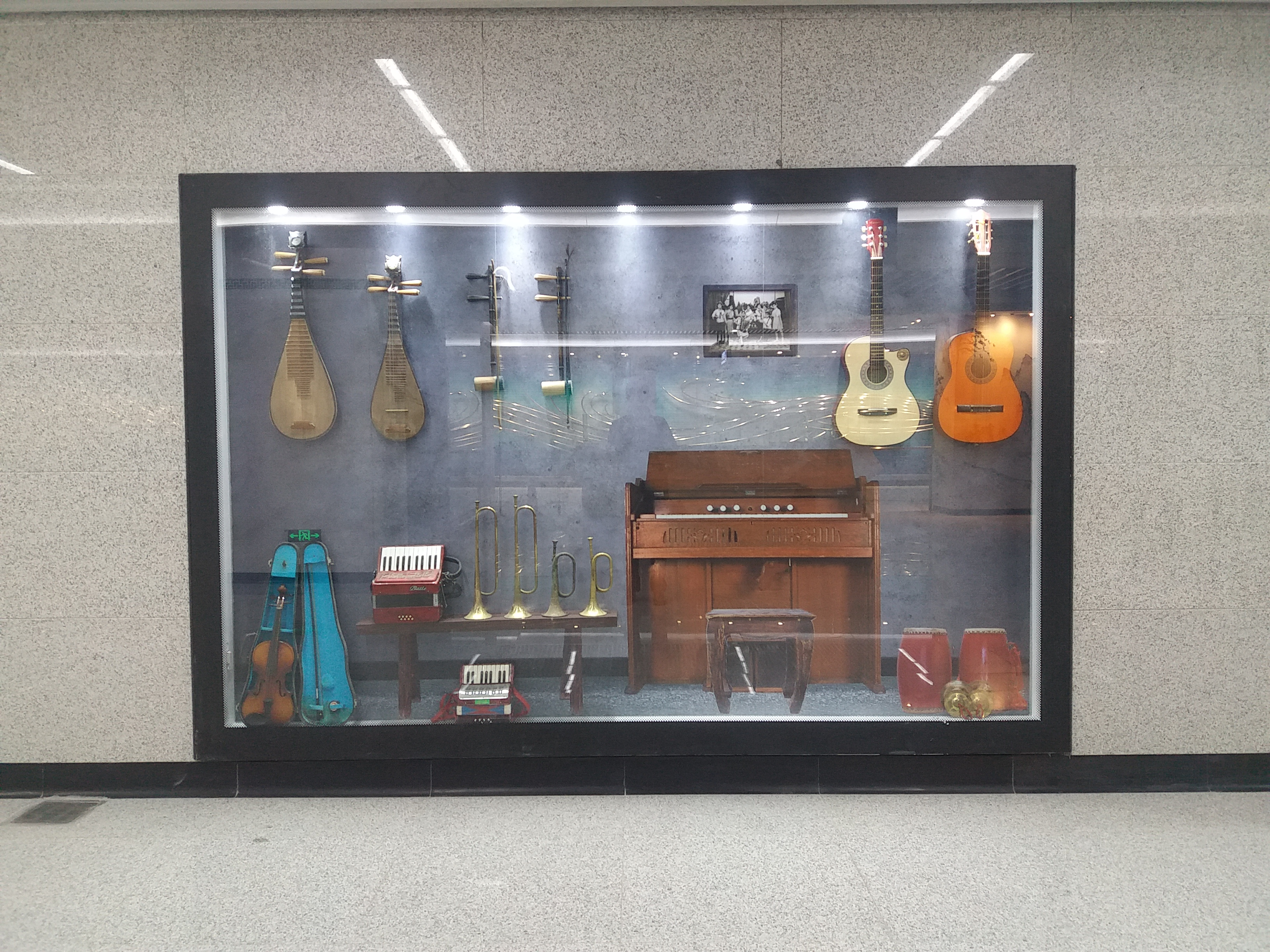
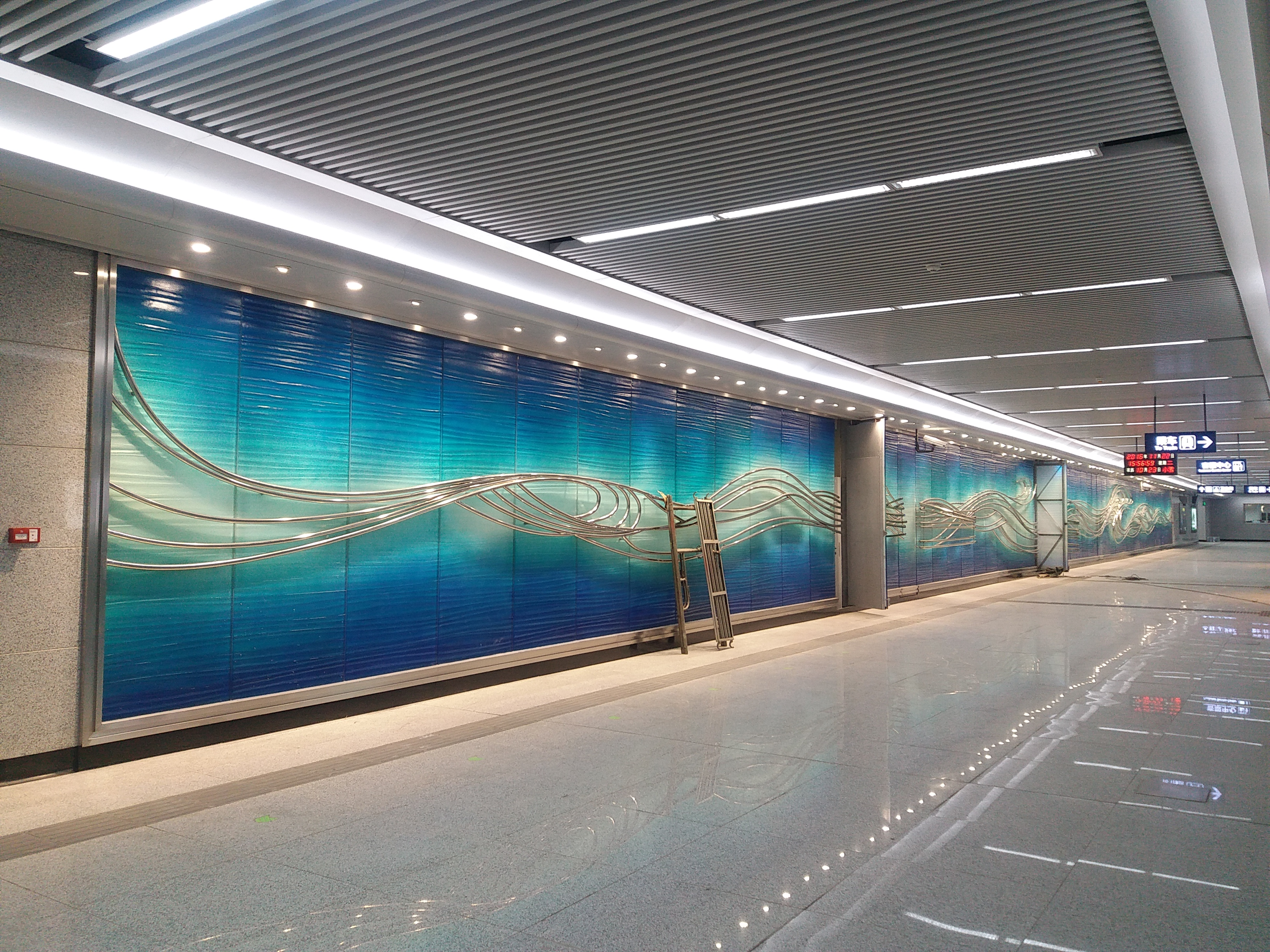
特色壁画
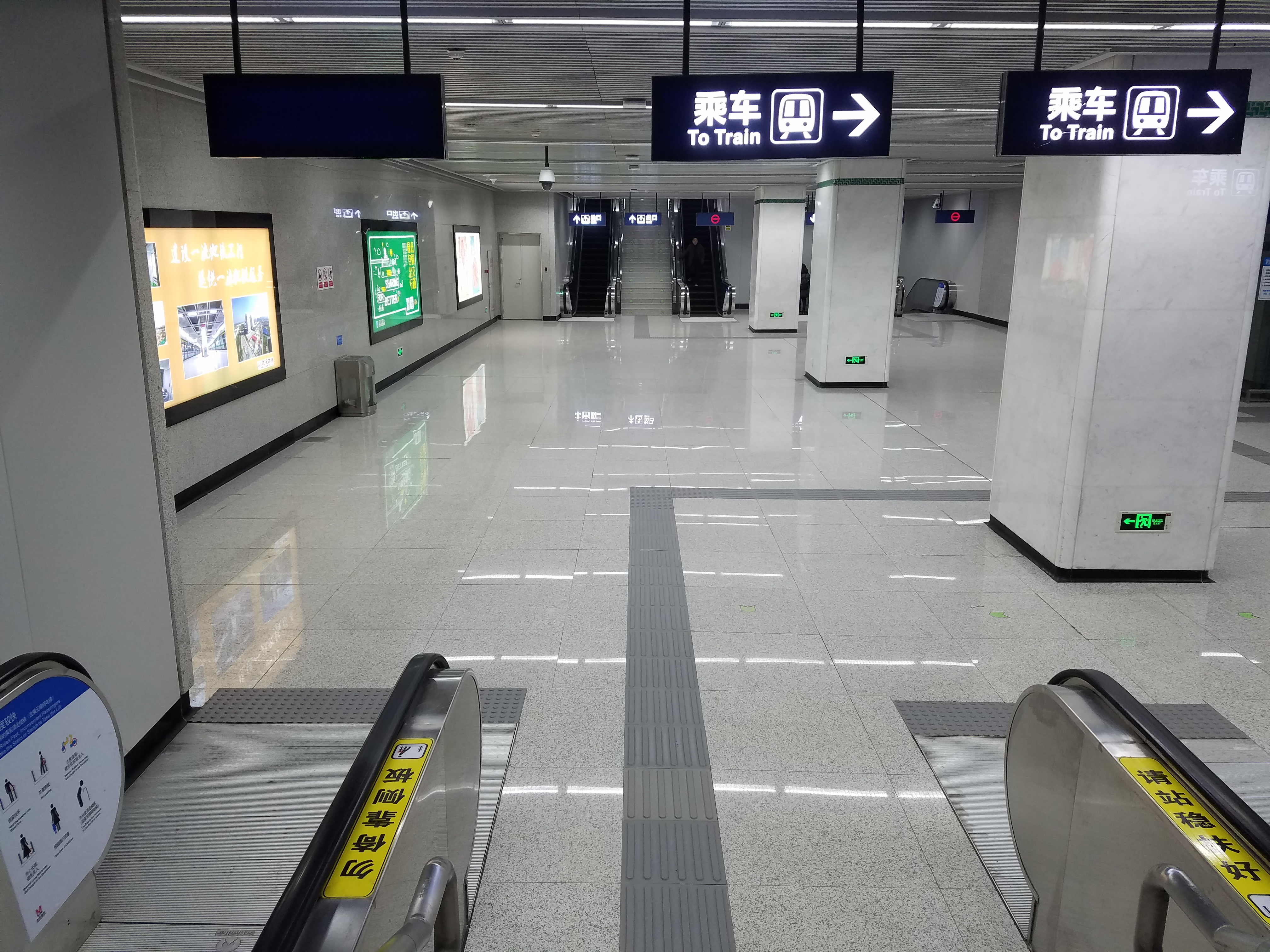
设备层

### 車站出口
|                                                 |      |                                                                     |
| 出口編號                                        | 設施 | 建議前往的目的地                                                    |
| A                                               |      | 鸚鵡大道 龜山北路、龜山公園、漢陽造文化創意產業園                   |
| B                                               |      | 鸚鵡大道 武漢市漢陽區城市管理執法局、江漢橋小區、漢水公寓、漢汽社區 |
| C                                               |      | 鸚鵡大道 琴臺大劇院、琴臺音樂廳、月湖風景區、古琴臺、長江廣場       |
| 注： 設有升降機 \| 設有輪椅升降台 \| 設有洗手間 |      |                                                                     |

## 运营信息
- 6号线首末班车时间

## 鄰近地點
江汉一桥、长江广场、古琴台、月湖、龟山、琴台音乐厅、琴台大剧院和汉阳造文化创意产业园等。

### 内部链接
- 武汉地铁车站列表